# Francine Jordi
Francine Jordi (nacida Francine Lehmann en Worb, Suiza, el 24 de junio de 1977) es una cantante suiza. 

## Carrera
De chiquita, ya cantaba canciones para turistas japoneses en Interlaken. En 1998 fue ganadora del festival alemán Grand Prix der Volksmusik. Desde aquel momento se convirtió en una estrella verdadera en su patria natal, obteniendo varios discos de oro, haciendo giras de conciertos en Alemania y en Austria. También apareció en presentaciones de televisión para ARD. 
En 2002 representó a Suiza con una canción en francés, titulado Dans le jardin de mon âme, en el Festival de la Canción de Eurovisión en la capital estoniana Tallin. En este mismo año realizó una gira de conciertos en Suiza.

## Discografía
- Das Feuer der Sehnsucht (1998)
- Ein Märchen aus Eis (1999)
- Wunschlos glücklich (2000)
- Verliebt in das Leben (2001)
- Dans le jardin de mon âme (2002)
- Alles steht und fällt mit Dir (2003)
- Einfach Francine Jordi (2004)
- Halt mich (2005)
- Dann kamst du (2007)